# 结婚蛋糕风格

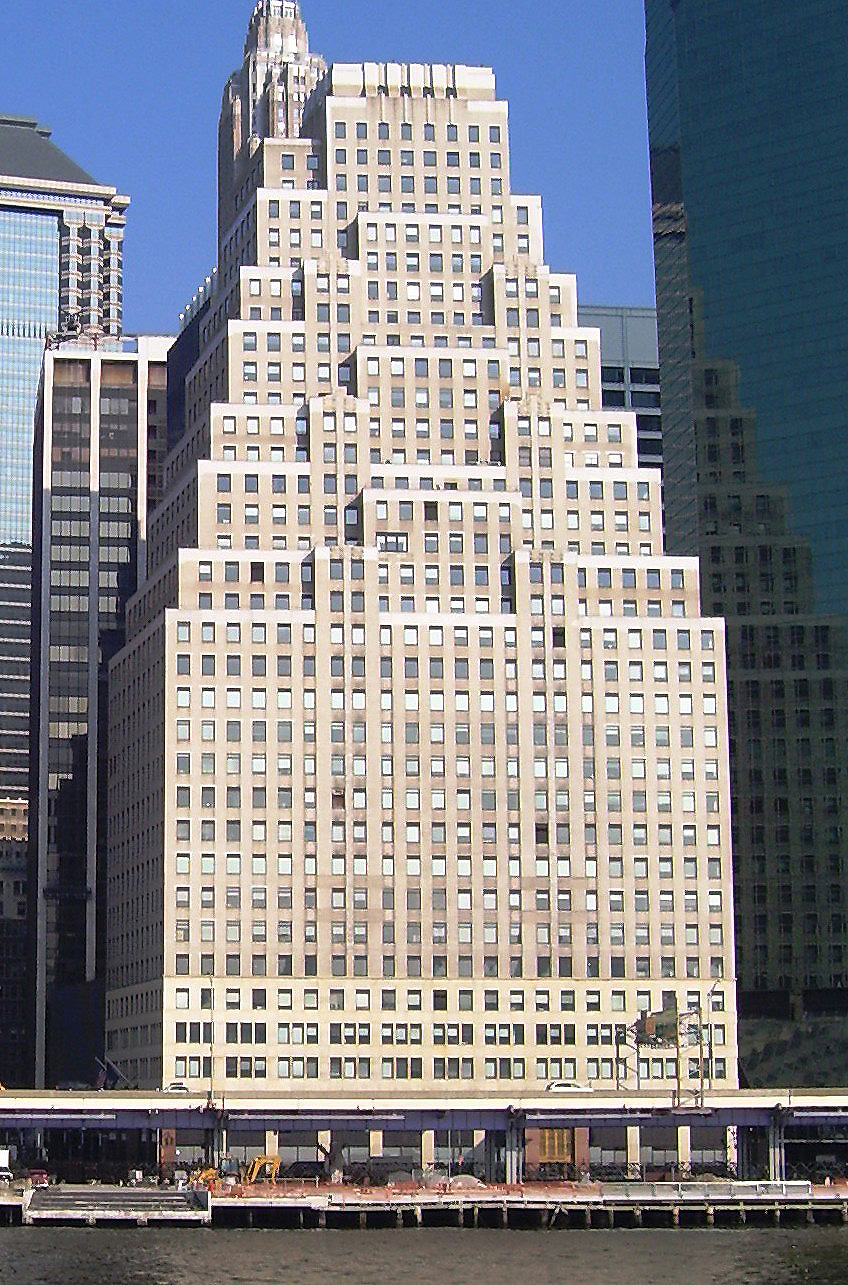
纽约華爾街120號，建于1930年，体现典型的结婚蛋糕风格结构

建筑的结婚蛋糕风格（wedding-cake style）是英文俗称，指有多层退台的建筑，就像结婚蛋糕的形状一般。结婚蛋糕也用来比喻装饰奢华的建筑，如同蛋糕上的糖霜。
- 意大利维多里奥·埃马努埃莱二世纪念堂属于“结婚蛋糕”风格。
- 英国的结婚蛋糕风格由克里斯多佛·雷恩爵士开创，如重修的圣保罗座堂。
- 美国纽约盛行此风格，1916年區劃決議（英语：1916 Zoning Resolution）[1]出臺後，摩天大樓普遍以退台方式減少陰影面積[2]。許多裝飾風時期的建築都有這種設計，成爲裝飾風建築的常見特點，影響之後其他城市的摩天大樓風格。美國國會大廈也可認定屬於結婚蛋糕風格。
- 俄罗斯在蘇聯時代興建的斯大林式建筑有著大量采用古典裝飾的退臺設計。

## 图册

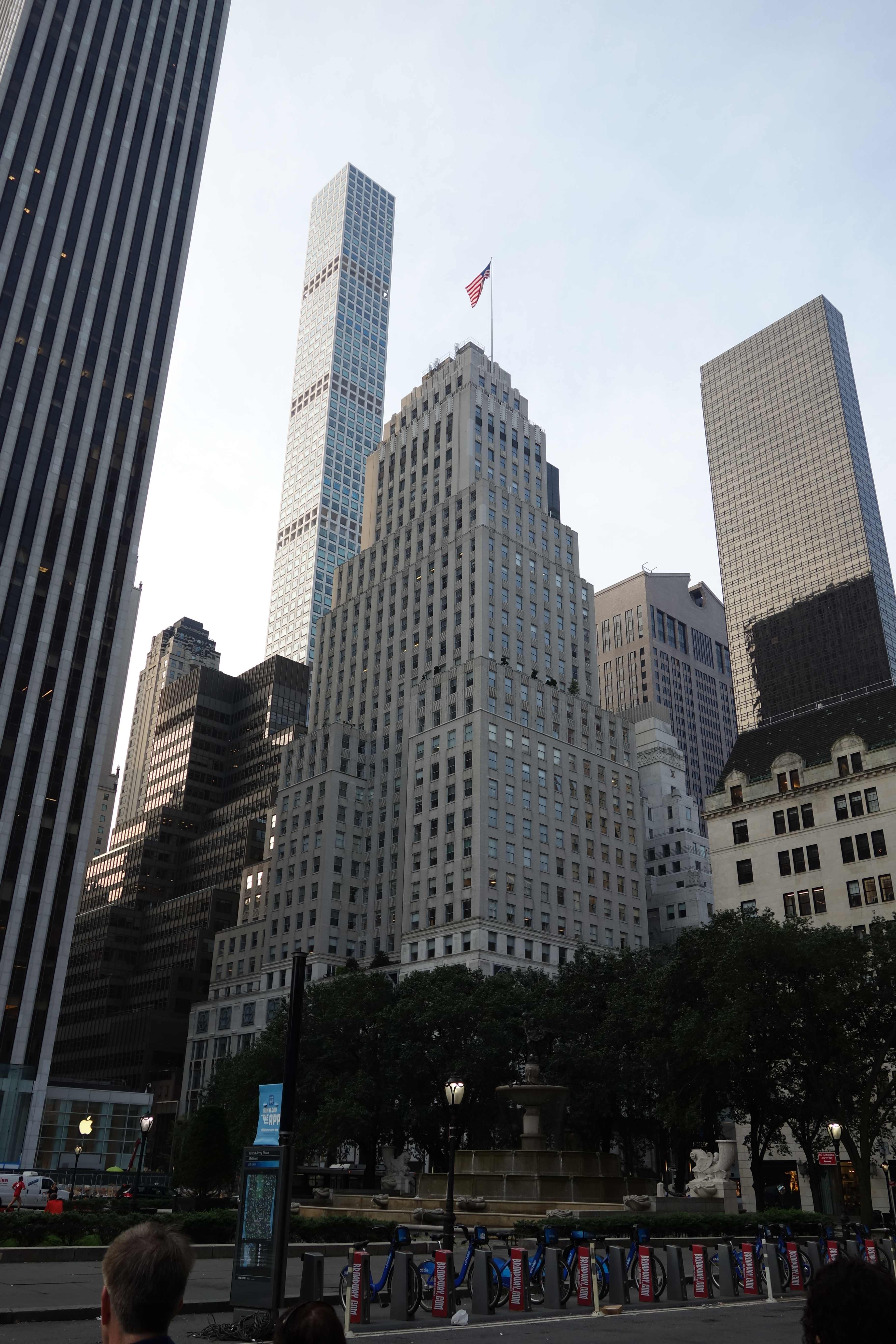
曼哈顿大军团广场
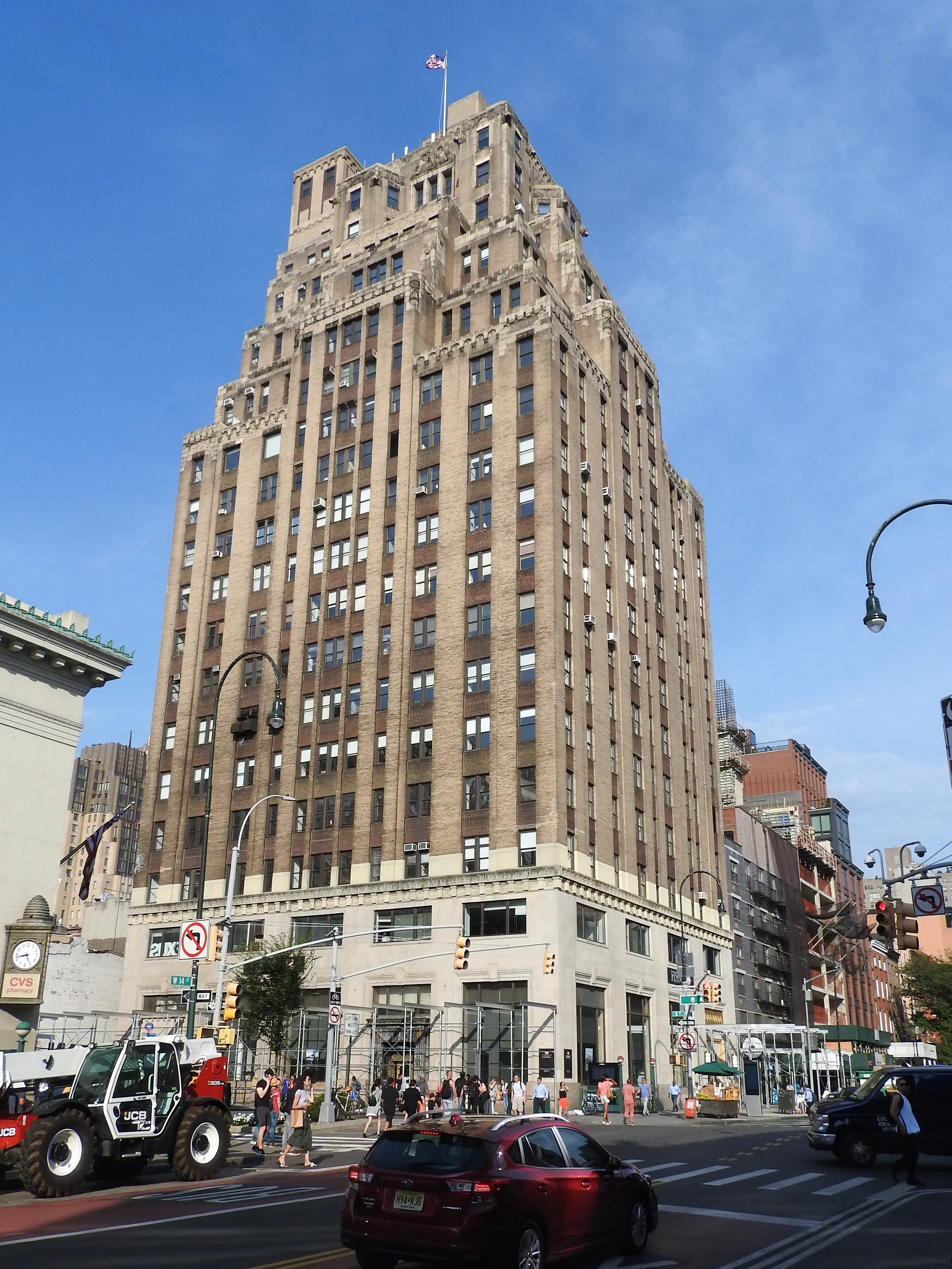
曼哈顿80 Eighth Avenue，Bankers Trust大楼
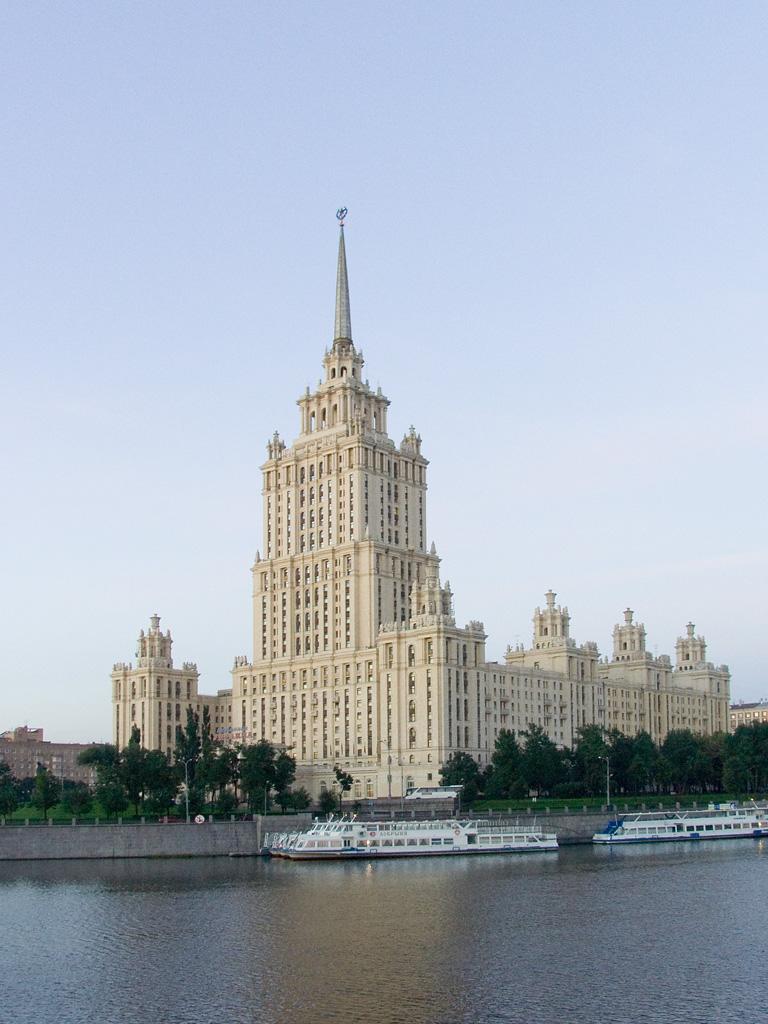
莫斯科乌克兰酒店
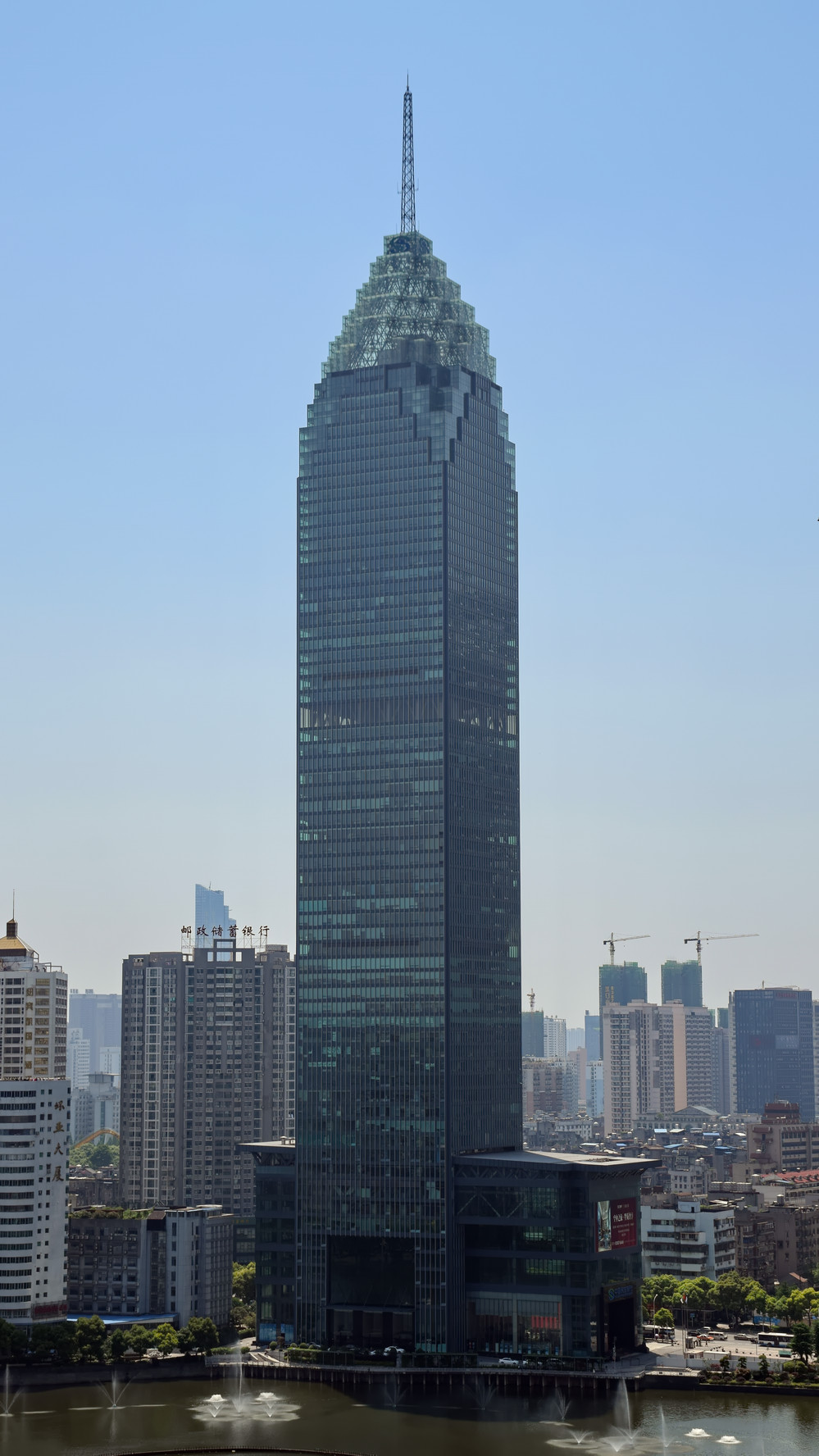
武汉民生银行大厦
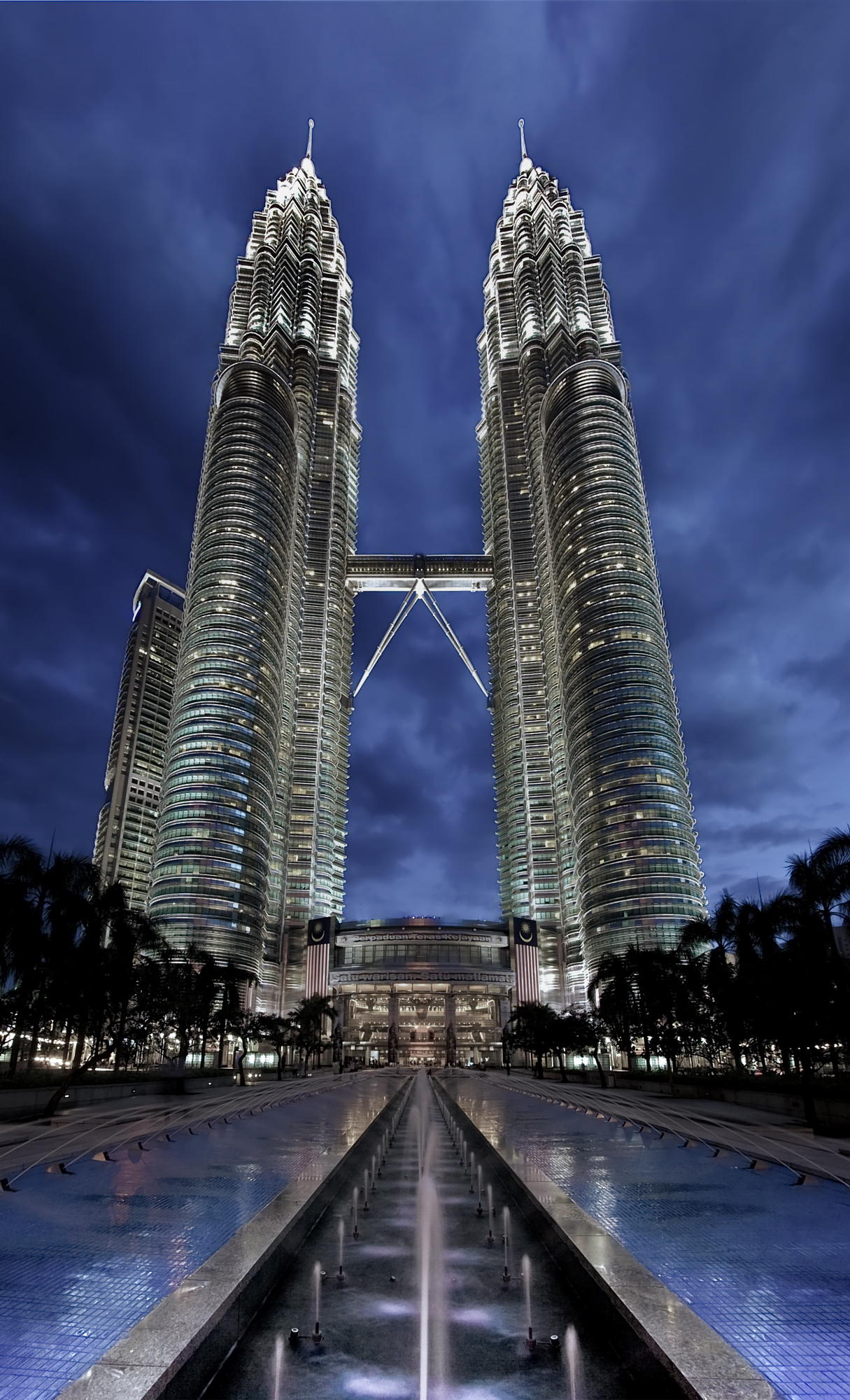
吉隆坡双峰塔